# Artiom Manukian
Artiom Arutiunowicz Manukian, ros. Артём Арутюнович Манукян (ur. 9 stycznia 1998 w Omsku) – rosyjski hokeista pochodzenia ormiańskiego.
Jego brat Tigran (ur. 1997) także został hokeistą.

## Kariera
- Awangard Omsk do lat 17 (2014/2015)
  -  Traktor Czelabińsk do lat 17 (2014/2015)
- Omskie Jastrieby (2015-2018)
- Awangard Omsk (2017-2020)
- Mietałłurg Nowokuźnieck (2020-2021)
- Admirał Władywostok (2021)
- HK Riazań-WDW (2022)
- Łada Togliatti (2022-2023)
- AKM Tuła (2023-)

Syn Ormianina, Arutiuna Manukiana. Podczas odbywania przez ojca służby wojskowej podczas wojny w Afganistanie, wraz z rodziną wyjechał z Armenii do Rosji i osiadł na Syberii. W wieku dziecięcym wraz z bratem Tigranem (ur. 1997) został zaprowadzony przez ojca do Pałacu Lodowego Topoliny w Omsku, gdzie podjęli treningi hokeja. Został wychowankiem Awangarda Omsk. Od 2014 przez cztery sezony występował w rozgrywkach juniorskich MHL w barwach zespołu Omskich Jastriebów. Wyróżnił się w sezonie MHL (2016/2017), gdy pobił rekord ligowy w klasyfikacji kanadyjskiej, zdobywając 105 punktów w rozegranych 60 meczach sezonu zasadniczego. Od 2017 podjął grę w rozgrywkach seniorskich KHL w barwach Awangardu. W kwietniu 2018 przedłużył kontrakt z macierzystym klubem o dwa lata. Wkrótce potem w drafcie NHL z 2018 został wybrany przez kanadyjski klub Vancouver Canucks. W sierpniu 2020 został przekazany z Omska do drużyny Mietałłurg Nowokuźnieck w rozgrywkach WHL. Z końcem kwietnia 2021 został formalnie zwolniony z kontraktu w Awangardzie Omsk. Od sierpnia do grudnia 2021 był zawodnikiem Admirała Władywostok. Na początku października 2022 wraz z bratem Tigranem został zaangażowany do klubu HK Riazań-WDW, a z końcem tego miesiąca obaj zostali zwolnieni. W listopadzie 2022 został zaagażowany do Łady Togliatti. W styczniu 2023 został przetransferowany do AKM Tuła.
Podjął występy w kadrach narodowych Rosji. Grał w barwach reprezentacji do lat 17 w sezonie 2014/2015. Uczestniczył w turnieju mistrzostw świata juniorów do lat 20 edycji 2018. W sezonie 2017/2017 występował w barwach seniorskiej reprezentacji Rosji B.

## Sukcesy
Reprezentacyjne
- Złoty medal olimpijskiego festiwalu młodzieży Europy: 2015 z Rosją

Klubowe
- Pierwsze miejsce w sezonie zasadniczym MHL: 2016 z Omskimi Jastriebami
- Finał KHL o Puchar Gagarina: 2019 z Awangardem Omsk
- Srebrny medal mistrzostw Rosji: 2019 z Awangardem Omsk
- Srebrny medal WHL: 2021 z Mietałłurgiem Nowokuźnieck

Indywidualne
- MHL (2016/2017):
  - Najlepszy napastnik miesiąca – październik 2016, listopad 2016
  - Mecz Gwiazd MHL
  - Drugie miejsce w klasyfikacji strzelców w fazie play-off: 39 goli[13]
  - Pierwsze miejsce w klasyfikacji asystentów w fazie play-off: 66 asyst[14]
  - Pierwsze miejsce w klasyfikacji kanadyjskiej w sezonie zasadniczym: 105 punktów[15] (Nagroda imienia Borisa Michajłowa)
  - Nagroda na najlepszego zawodnika sezonu[16]